# Aleurodaphis mikaniae
Aleurodaphis mikaniae är en insektsart som beskrevs av Takahashi, R. 1925. Aleurodaphis mikaniae ingår i släktet Aleurodaphis och familjen långrörsbladlöss. Inga underarter finns listade i Catalogue of Life.